# Neonazismo esotérico

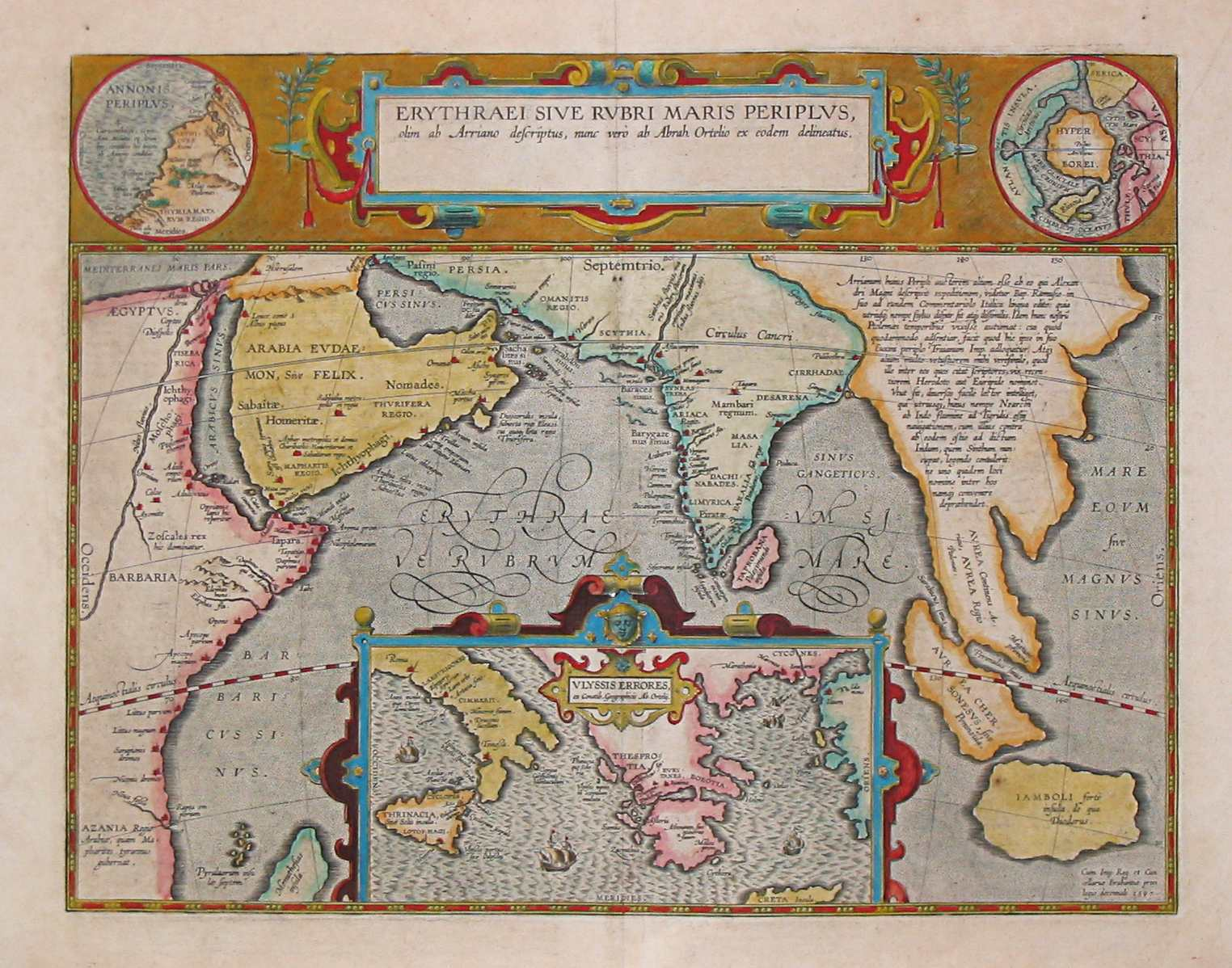
Proponentes del neonazismo esotérico afirman que la "raza aria" tiene orígenes vinculados al continente fantástico de Hiperbórea.

El neonazismo esotérico (también conocido popularmente como nazismo esotérico o fascismo esotérico), oficialmente llamado hitlerismo esotérico, es una religión neopagana y nuevo movimiento religioso que representa un sincretismo bien heterodoxo de la ideología nacionalsocialista con ufología y tradiciones místicas, ocultistas y esotéricas occidentales. Este sistema de creencias surgió tras la Segunda Guerra Mundial, cuando sus adeptos buscaron reinterpretar y adaptar las ideas del Tercer Reich en el contexto de un nuevo movimiento religioso.
El hitlerismo esotérico se caracteriza por su énfasis en las dimensiones míticas y espirituales de la supremacía aria, tomando como base el ocultismo nacionalsocialista, la teosofía, la ariosofía y el dualismo gnóstico. Estas creencias han evolucionado en un cuerpo de pensamiento complejo y a menudo contradictorio, que intenta justificar y perpetuar ideologías racistas y supremacistas blancas bajo el pretexto del iluminismo espiritual.
Las raíces e influencias del hitlerismo esotérico se remontan a los movimientos ocultistas de principios del siglo XX y a figuras que buscaban combinar teorías raciales con misticismo. Figuras clave como Guido von List y Jörg Lanz von Liebenfels desempeñaron roles significativos en este desarrollo, sentando las bases de lo que más tarde se convertiría en los fundamentos esotéricos de la ideología nacionalsocialista. Estos primeros esotéricos promovían la idea de una antigua raza aria dotada de cualidades divinas, que, según ellos, estaba destinada a gobernar sobre otras razas. Esta noción de supremacía aria fue desarrollada aún más por la Sociedad Thule, un grupo ocultista que influyó profundamente en el DAP alemán, combinando nacionalismo alemán con creencias místicas en una mítica patria aria conocida como Hiperbórea.
Después de la caída del Tercer Reich, el hitlerismo esotérico apareció como tal con figuras como Savitri Devi y Miguel Serrano Fernández emergiendo como destacadas defensoras de lo que hoy se conoce como tal religión. Estos ocultistas de la posguerra ampliaron la idea de Hitler como una figura mesiánica, a menudo deificándolo como un avatar de fuerzas divinas. Savitri Devi, por ejemplo, integró la ideología nazi con el hinduismo, presentando a Hitler como el noveno avatar de Vishnu y alineando la supremacía aria con conceptos hindúes de orden cósmico.  De manera similar, Miguel Serrano introdujo elementos extraterrestres en el hitlerismo esotérico, afirmando que la raza aria tenía orígenes divinos vinculados a una raza de seres semejantes a dioses provenientes de Agartha o la antes mecionada Hiperbórea.
El hitlerismo esotérico ha continuado influyendo en diversos grupos neonacionalsocialistas y de extrema derecha en la era de posguerra, a menudo fusionándose con otras tradiciones esotéricas y ocultistas. El concepto de un "inconsciente colectivo ario", inspirado en las teorías de Carl Jung, y el símbolo del Sol negro, que representa un poder esotérico oculto, son elementos centrales de estas creencias. Estas ideas se han perpetuado a través de diversos medios, incluyendo la literatura, la música y los medios digitales, contribuyendo a la persistencia del nazismo esotérico en la cultura contemporánea. A pesar de su carácter marginal, el nazismo esotérico sigue siendo una fuerza influyente en ciertos círculos extremistas, ofreciendo una justificación mística para la supremacía racial e ideológica.

## Antecedentes históricos
Las raíces del nazismo esotérico se encuentran en varios movimientos y figuras de principios del siglo XX que buscaron fusionar el misticismo, las teorías raciales y el nacionalismo. Guido von List y Jörg Lanz von Liebenfels fueron fundamentales en este desarrollo. List, una figura destacada en el movimiento völkisch, creó la ariosofía, combinando el paganismo germánico con teorías raciales. Lanz von Liebenfels amplió estas ideas a través de su publicación Ostara, en la que promovía la superioridad aria y opiniones antisemitas mediante el ocultismo y el misticismo. 
La Sociedad Thule, establecida en 1918, desempeñó un papel significativo en la formación de la ideología nazi. Este grupo ocultista creía en Thule, una mítica patria aria. Las ideas antisemitas y nacionalistas de la sociedad influyeron en muchos que se convertirían en líderes nazis, combinando ocultismo, mitología e ideología política para formar los cimientos del nazismo esotérico.
Heinrich Himmler, jefe de las SS, integró profundamente el misticismo en la ideología nazi, viendo a las SS como una orden espiritual. Estableció el centro ideológico de las SS en el Castillo de Wewelsburg, donde se llevaron a cabo diversas prácticas esotéricas y ocultistas. La fascinación de Himmler con el Santo Grial y los Mitos del Rey Arturo buscaba inspirar a las SS con un propósito espiritual superior. 
La ariosofía, desarrollada por Guido von List y Jörg Lanz von Liebenfels, influyó significativamente en la ideología racial nazi. Combinando la teosofía, la mitología germánica y teorías raciales, la ariosofía promovía la superioridad aria al postular a los arios como descendientes de una raza divina y antigua. Este concepto fue utilizado por los nazis para justificar su obsesión con la pureza racial y sus políticas antisemitas. 
Las creencias mitológicas y místicas fueron parte integral de la ideología nazi. El concepto de Hiperbórea, una mítica patria aria en el norte, sugería que los hiperbóreos eran seres divinos que alguna vez gobernaron la tierra.  Los nazis adoptaron varios símbolos con significados esotéricos. La esvástica, un antiguo símbolo presente en diversas culturas, se convirtió en el emblema del partido nazi, simbolizando la identidad aria y el orden cósmico. Otros símbolos, como el Sol Negro, representaban el poder oculto y el conocimiento esotérico de la raza aria. 

## Exponentes notables

### Savitri Devi
La escritora griega, espía, fascista y simpatizante nazi Savitri Devi fue la primera exponente importante de posguerra de lo que desde entonces se ha conocido como hitlerismo esotérico. Según esa ideología, tras la caída del Tercer Reich y el suicidio de Hitler al final de la guerra, el propio Hitler podía ser deificado. Devi conectó la ideología arianista de Hitler con la del ala panhindú del movimiento de independencia de la India y con activistas como Subhas Chandra Bose. Para ella, la esvástica era un símbolo especialmente importante, ya que consideraba que representaba la unidad aria entre los hindúes y los alemanes.
Savitri Devi, ante todo, estaba interesada en el sistema de castas de la India, al cual consideraba el arquetipo de las leyes raciales destinadas a gobernar la segregación de diferentes razas y a mantener la pureza de sangre de los arios de piel clara. Consideraba que la supervivencia de la minoría de brahmanes entre una enorme población compuesta por muchas razas distintas de la India, después de sesenta siglos, era un tributo vivo al valor del sistema de castas ario. 
Savitri Devi integró el nazismo dentro de un marco cíclico más amplio de la historia hindú. Consideraba a Hitler como el noveno avatar de Vishnu y lo llamaba "el individuo divino de nuestros tiempos; el Hombre contra el Tiempo; el mayor europeo de todos los tiempos", ya que tenía una visión ideal de devolver a su pueblo ario a un tiempo anterior más perfecto y, al mismo tiempo, la capacidad práctica para luchar contra las fuerzas destructivas "en el Tiempo". Según ella, su derrota—y el hecho de que su visión no se materializara—fue resultado de que Hitler era "demasiado magnánimo, demasiado confiado, demasiado bueno", de no haber sido lo suficientemente despiadado, y de tener en su "composición psicológica demasiado 'sol' [benevolencia] y no suficiente 'rayo' [crueldad práctica]" . Esto lo diferenciaba de su futura encarnación:
"Kalki" actuará con una dureza sin precedentes.
A diferencia de Adolf Hitler, no perdonará a ninguno de los enemigos de la Causa divina: ni a uno solo de sus opositores declarados, pero tampoco a ninguno de los tibios, de los oportunistas, de los ideológicamente heréticos, de los racialmente bastardos, de los insalubres, de los vacilantes, de los demasiado humanos; ni a uno solo de aquellos que, en cuerpo, carácter o mente, lleven la marca de las Edades caídas.

### Robert Charroux
A diferencia de la mayoría de los escritores sobre astronautas ancestrales, Robert Charroux mostró un gran interés en el racialismo. Según Charroux, Hiperbórea estaba situada entre Islandia y Groenlandia y era el hogar de una raza blanca nórdica con cabello rubio y ojos azules. Charroux escribió que esta raza tenía un origen extraterrestre y que originalmente provenía de un planeta frío situado lejos del sol.  Charroux también afirmó que la raza blanca de los hiperbóreos y sus descendientes, los celtas, habían dominado el mundo entero en el pasado antiguo. Algunas de estas afirmaciones de Charroux han influido en las creencias del nazismo esotérico, como en la obra de Miguel Serrano. 

### Miguel Serrano
Miguel Serrano, un exdiplomático y simpatizante nazi chileno, es una figura destacada en el nazismo esotérico. Autor de numerosos libros, incluyendo El cordón dorado: Hitlerismo esotérico (1978) y Adolf Hitler, el último avatar (1984), Serrano es uno de varios esoteristas nazis que consideran que la "sangre aria" tiene un origen extraterrestre:
Serrano encuentra evidencia mitológica del origen extraterrestre del ser humano en los Nephilim [ángeles caídos] del Libro del Génesis... Serrano sugiere que la aparición repentina del hombre de Cro-Magnon, con sus altos logros artísticos y culturales en la Europa prehistórica, refleja el paso de una de esas razas descendientes de los divya, en contraste con la abismal inferioridad del hombre de Neandertal, una abominación y creación manifiesta del demiurgo... De todas las razas en la Tierra, solo los arios preservan la memoria de sus ancestros divinos en su noble sangre, la cual aún está mezclada con la luz del Sol Negro. Todas las demás razas son descendientes de los hombres-bestia del demiurgo, nativos del planeta. 
Serrano respalda esta idea a partir de varios mitos que asignan un linaje divino a los pueblos "arios", incluyendo el mito azteca de Quetzalcóatl descendiendo de Venus. También cita la hipótesis de Bal Gangadhar Tilak sobre la patria ártica de los indoarios como su fuente de autoridad para identificar el centro terrestre de las migraciones arias con el continente ártico "perdido" de Hiperbórea. De este modo, los dioses extraterrestres de Serrano también son identificados como hiperbóreos.
Al intentar elevar el desarrollo espiritual de las razas terrestres, los divyas hiperbóreos (un término sánscrito para hombres-dioses) sufrieron un trágico revés. Ampliando una historia del Libro de Enoc, Serrano lamenta que un grupo renegado entre los dioses cometiera mestizaje con las razas terrestres, diluyendo así la sangre portadora de luz de sus benefactores y disminuyendo el nivel de conciencia divina en el planeta. 
El concepto de Hiperbórea tiene para Serrano un significado simultáneamente racial y místico.  Serrano cree que Hitler se encontraba en Shambhala, un centro subterráneo en la Antártida (anteriormente ubicado en el Polo Norte y el Tíbet), donde estaba en contacto con los dioses hiperbóreos y de donde algún día emergería con una flota de ovnis para liderar a las fuerzas de la luz (los hiperbóreos, a veces asociados con el Vril) contra las fuerzas de la oscuridad (que para Serrano inevitablemente incluyen a las religiones abrahámicas y a quienes adoran al dios abrahámico) en una última batalla, inaugurando así un Cuarto Reich.
Como enfatizan los estudiosos religiosos Frederick C. Grant y Hyam Maccoby, desde la perspectiva de los gnósticos dualistas, "los judíos eran considerados el pueblo especial del demiurgo y con el papel histórico especial de obstruir la obra redentora de los emisarios del Dios Supremo".  Serrano, por lo tanto, consideraba a Hitler como uno de los mayores emisarios de este Dios Supremo, rechazado y crucificado por la tiranía de la muchedumbre judaizada, al igual que otros portadores de luz revolucionarios anteriores. Serrano otorgaba un lugar especial en su ideología a las SS, quienes, en su búsqueda por recrear la antigua raza de hombres-dioses arios, él consideraba por encima de la moral y, por lo tanto, justificadas.

### David Myatt
En las décadas de 1980 y 1990, David Myatt desarrolló una interpretación —o versión revisionista— del nazismo que, aunque basada en los tres principios de Savitri Devi sobre los individuos «por encima», «en contra» y «en el tiempo»,  no involucraba ni la mitología antigua ni seres extraterrestres.
En su lugar, Myatt, descrito como «comúnmente asociado con el ala ocultista del movimiento nacional socialista, centrado -en panfletos como «El significado del nacionalsocialismo» , «La iluminación del nacionalsocialismo»  y «La religión del nacionalsocialismo»- en lo que él describía como los aspectos «numinosos» del nazismo». Jeffrey Kaplan escribió que Myatt describía el nazismo «sin ambigüedades como una religión, mientras que Adolf Hitler es tratado sin reparos como el salvador de la humanidad». 

## Conceptos y temas

### Inconsciente colectivo ario
El concepto de un "inconsciente colectivo ario" es central en el nazismo esotérico y se basa en la teoría del inconsciente colectivo de Carl Jung. Sin embargo, en el pensamiento nazi esotérico, este inconsciente está específicamente vinculado a la raza aria, la cual se cree que posee una memoria racial compartida o un legado espiritual común. Esta idea postula que los arios poseen sabiduría y conocimientos innatos y heredados que los conectan con sus orígenes divinos y con la antigua patria hiperbórea. Se considera que esta memoria colectiva guía a los arios en su misión espiritual y racial, diferenciándolos de otras razas, las cuales son consideradas espiritualmente inferiores.
En el libro Black Sun, Nicholas Goodrick-Clarke informa cómo Carl Gustav Jung describió a "Hitler como poseído por el arquetipo del inconsciente colectivo ario, incapaz de resistir las órdenes de una voz interior". En una serie de entrevistas entre 1936 y 1939, Jung caracterizó a Hitler como un arquetipo que a menudo se manifestaba hasta el punto de excluir completamente su propia personalidad. "‘Hitler es un recipiente espiritual, una semidivinidad; mejor aún, un mito. Benito Mussolini es un hombre’... el mesías de Alemania que enseña la virtud de la espada. 'La voz que escucha es la del inconsciente colectivo de su raza'".
La sugerencia de Jung de que Hitler personificaba el inconsciente colectivo ario interesó profundamente e influyó en Miguel Serrano. Serrano concluyó más tarde que Jung simplemente estaba psicologizando el antiguo y sagrado misterio de la posesión arquetípica por los dioses, poderes metafísicos independientes que gobiernan a sus respectivas razas y que ocasionalmente poseen a sus miembros.

### Hiperbórea y los orígenes arios
Hiperbórea, una tierra mítica a menudo asociada con la región ártica, es venerada en la ideología nazi esotérica como la patria ancestral de la raza aria. Según esta creencia, Hiperbórea era un paraíso habitado por los dioses arios originales o los hombres-dioses, quienes posteriormente fueron exiliados o descendieron a la tierra. El concepto de Hiperbórea está ligado a la idea de una Edad de Oro perdida, donde los arios vivían en armonía con las leyes cósmicas antes de su decadencia y corrupción debido a influencias externas. Esta narrativa mitológica respalda la visión del nazismo esotérico de los arios como una raza superior con un destino divino, vinculado a sus antiguos orígenes míticos.
Desde 1945, escritores neonazis también han propuesto a Shambhala y a la estrella Aldebarán como la patria original de los arios. El libro "Arktos: The Polar Myth in Science, Symbolism, and Nazi Survival", del académico en Hypnerotomachia Poliphili Joscelyn Godwin, analiza teorías pseudocientíficas sobre elementos nazis supervivientes en la Antártida. Arktos es conocido por su enfoque académico y su examen de numerosas fuentes.

### Dualismo gnóstico y el demiurgo
El nazismo esotérico incorpora elementos del dualismo gnóstico, particularmente la creencia en una lucha cósmica entre fuerzas de la luz y la oscuridad. En esta visión del mundo, el mundo material es visto como la creación de un demiurgo maligno, a menudo identificado con el Dios judeocristiano, quien busca esclavizar a la humanidad. En contraste, los arios son considerados los hijos de la luz divina, destinados a oponerse al demiurgo y a sus agentes terrenales, típicamente identificados con los judíos y otros no arios. Este sistema de creencias dualista refuerza la jerarquía racial y espiritual central del nazismo esotérico, posicionando a los arios como los gobernantes legítimos del mundo, destinados a liderar la batalla final contra las fuerzas de la oscuridad.

### Sol Negro y teorías extraterrestres
El Sol Negro es un símbolo significativo en el nazismo esotérico, representando el poder oculto y esotérico que supuestamente guía a la raza aria. A menudo descrito como un sol místico e interior, el Sol Negro simboliza la fuente de la fuerza espiritual aria y las fuerzas cósmicas que apoyan su misión racial. Este concepto está estrechamente vinculado a diversas teorías extraterrestres dentro del nazismo esotérico, las cuales sugieren que la raza aria tiene orígenes divinos o extraterrestres. Figuras como Miguel Serrano han popularizado la idea de que los arios son descendientes de una antigua raza extraterrestre que una vez gobernó Hiperbórea y que regresará para liderar a la humanidad hacia una nueva Edad de Oro. Estas creencias combinan simbolismo oculto con narrativas pseudohistóricas y mitológicas para crear una base mística de la supremacía aria.
Godwin y otros autores, como Nicholas Goodrick-Clarke, han discutido las conexiones entre el nazismo esotérico y la energía Vril, las civilizaciones ocultas de Shambhala y Agartha, y las bases subterráneas de ovnis, así como la supuesta supervivencia de Hitler y las SS en bases subterráneas de la Antártida, en Nueva Suabia, o en alianza con hiperbóreos del mundo subterráneo.

## Creencias comunes
El nazismo esotérico se basa en un conjunto de creencias fundamentales que combinan ideologías místicas, raciales y ocultistas. Estas creencias forman los principios centrales de esta tradición, distinguiéndola de otros movimientos esotéricos y entrelazándola con la ideología nazi.

### Pureza racial y herencia mística
En el núcleo del nazismo esotérico se encuentra la creencia en la pureza racial y la superioridad de la raza aria. Los adeptos de esta ideología ven a los arios como descendientes de un linaje divino o místico, dotados de cualidades espirituales y raciales únicas que los distinguen de otras razas. Esta creencia en la pureza racial no solo se considera un atributo físico, sino también espiritual, donde la pureza del linaje sanguíneo está vinculada a la capacidad de acceder a un conocimiento esotérico superior y mantener una conexión con fuerzas divinas. A menudo se enfatiza el concepto de una "aristocracia espiritual", considerando a la raza aria como el pueblo elegido, destinado a liderar a la humanidad.
La noción de pureza racial en el nazismo esotérico suele estar vinculada a un pasado idealizado, en el que supuestamente los arios vivían en armonía con las leyes cósmicas antes de ser corrompidos por influencias externas. Mantener esta pureza racial se considera esencial para que la raza aria cumpla su misión divina en la tierra.

### Jerarquías espirituales
El nazismo esotérico incorpora el concepto de jerarquías espirituales, en las que diferentes razas y seres ocupan distintos niveles de desarrollo espiritual. Los arios son colocados en la cima de esta jerarquía, considerándose más cercanos a las fuerzas divinas o cósmicas que gobiernan el universo. Esta jerarquía espiritual justifica la ideología supremacista inherente al nazismo esotérico, afirmando que los arios tienen el derecho divino de gobernar sobre otras razas, las cuales son consideradas espiritualmente inferiores o degeneradas.
Dentro de este marco, los líderes e iniciados del nazismo esotérico se ven a sí mismos como los guardianes del conocimiento oculto y del poder espiritual. Esta creencia en un orden cósmico refuerza la naturaleza jerárquica y autoritaria de la ideología nazi esotérica, donde solo unos pocos selectos son considerados dignos de acceder y utilizar este conocimiento.

### Conocimiento esotérico
Una creencia central en el nazismo esotérico es la búsqueda y preservación del conocimiento esotérico, considerado clave para desbloquear el potencial espiritual y racial de la raza aria. Se cree que este conocimiento está oculto o esotérico, accesible solo para aquellos que son racialmente puros y espiritualmente avanzados. Los nazis esotéricos suelen afirmar que este conocimiento ha sido transmitido a través de sociedades secretas o tradiciones místicas que lo han preservado desde tiempos antiguos.
El contenido de este conocimiento esotérico varía, pero a menudo incluye enseñanzas sobre los orígenes de la raza aria, la naturaleza del cosmos y las leyes que rigen la pureza espiritual y racial. Este conocimiento se considera fundamental para empoderar a la raza aria, permitiéndole reclamar su lugar legítimo como líderes espirituales y temporales del mundo, capaces de inaugurar una nueva Edad de Oro.

### Desapego de la moralidad convencional
El nazismo esotérico promueve el desapego de la moralidad convencional, la cual es vista como un constructo de razas inferiores o de las fuerzas opresoras del demiurgo. En su lugar, defiende un código de conducta alineado con la supuesta misión divina de la raza aria. Esto incluye la justificación de la violencia, la dominación y otras acciones consideradas necesarias para proteger y promover a la raza aria y sus objetivos espirituales.
Este sistema de creencias fomenta una ideología de «la fuerza hace el derecho», donde las acciones no se juzgan por estándares éticos convencionales, sino por su eficacia en alcanzar los objetivos del nazismo esotérico. Este desapego de la moralidad tradicional es utilizado para justificar las acciones extremistas y, a menudo, violentas asociadas con este movimiento.

## Relación con el neopaganismo

### Diferencias con el neopaganismo
El nazismo esotérico se basa fundamentalmente en la creencia en la superioridad y pureza racial aria, incorporando doctrinas racistas que promueven la dominación de la raza aria. Esta ideología distorsiona antiguos mitos y símbolos para respaldar su agenda racista. En marcado contraste, el neopaganismo convencional generalmente rechaza la exclusividad racial y se centra en la espiritualidad, el patrimonio cultural y la inclusión. Muchos grupos neopaganos condenan explícitamente el racismo y, como resultado, se esfuerzan por crear comunidades inclusivas que celebren la diversidad.
El nazismo esotérico entrelaza sus creencias místicas y esotéricas con una agenda política fascista y de extrema derecha. Busca revivir la ideología nazi a través de un marco ocultista, abogando por la implementación de políticas autoritarias y supremacistas. Por el contrario, muchos grupos neopaganos son 
apolíticos o políticamente diversos, enfatizando prácticas espirituales y la construcción de comunidades en lugar del activismo político. Esta diferencia fundamental en la orientación política separa aún más al nazismo esotérico del neopaganismo convencional.
El nazismo esotérico y el neopaganismo ambos se inspiran en símbolos y mitologías antiguas, pero sus interpretaciones y aplicaciones de esos símbolos divergen significativamente. Los nazis esotéricos utilizan símbolos como la esvástica, las runas y el Sol Negro para propagar sus creencias raciales y místicas. Por otro lado, los neopaganos emplean estos símbolos en un contexto cultural o espiritual, desprovisto de las connotaciones racistas impuestas por el nazismo esotérico. El neopaganismo convencional a menudo reclama estos símbolos para destacar sus significados originales no racistas.

### Grupos contemporáneos influenciados por el nazismo esotérico
Ciertos elementos marginales dentro de la comunidad neopagana han adoptado ideologías del nazismo esotérico, combinándolas con sus prácticas espirituales. Estos grupos enfatizan la pureza racial y se basan en las mismas mitologías distorsionadas que el nazismo esotérico. Ejemplos de ello son algunas facciones dentro del odinismo y el Ásatrú que promueven creencias supremacistas blancas. Estas sectas suelen enfrentar críticas y rechazo por parte de la comunidad neopagana en general.
Las creencias del nazismo esotérico han influido en diversos grupos de extrema derecha y neonazis que incorporan elementos del neopaganismo en sus ideologías. Estos grupos utilizan símbolos y rituales neopaganos para respaldar sus agendas raciales y políticas, creando una ideología híbrida que fusiona el ocultismo con objetivos supremacistas blancos. Esta confluencia de creencias ayuda a estos grupos a atraer miembros interesados tanto en los aspectos místicos como en los políticos de su ideología.

### Contramedidas de las comunidades neopaganas
Las organizaciones neopaganas convencionales denuncian activamente el racismo y la supremacía blanca, esforzándose por distanciarse de las ideologías del nazismo esotérico. Por ejemplo, grupos como la Asatru Folk Assembly han emitido declaraciones públicas rechazando la exclusividad racial y promoviendo la inclusión dentro de sus comunidades. Estas acciones son cruciales para mantener una clara separación entre la espiritualidad neopagana y las ideologías racistas.
Muchos grupos neopaganos participan en iniciativas educativas para promover una imagen positiva e inclusiva de sus tradiciones. Esto incluye talleres, declaraciones públicas y eventos comunitarios que destacan los aspectos espirituales y culturales del neopaganismo sin las connotaciones racistas del nazismo esotérico. Estos esfuerzos tienen como objetivo educar tanto a sus miembros como al público sobre la verdadera naturaleza del neopaganismo y su rechazo a las ideologías extremistas.
Las comunidades neopaganas convencionales suelen celebrar la diversidad cultural y étnica, integrando diversas tradiciones y prácticas en su marco espiritual. Este enfoque inclusivo contrarresta directamente las ideologías exclusivistas y supremacistas del nazismo esotérico, fomentando un entorno espiritual más abierto y acogedor. Al abrazar la diversidad, estas comunidades trabajan para desmantelar las narrativas dañinas propagadas por los grupos del nazismo esotérico.

## Perspectivas académicas
El estudio del nazismo esotérico ha atraído una atención significativa por parte de académicos, especialmente aquellos interesados en las intersecciones entre el ocultismo, el extremismo político y la mitología moderna. Estos estudiosos han explorado los orígenes, el desarrollo y la influencia del nazismo esotérico, ofreciendo análisis críticos sobre sus fundamentos ideológicos y las formas en que ha persistido y evolucionado en los contextos de la posguerra.

### Orígenes y contexto histórico
Nicholas Goodrick-Clarke, uno de los académicos más destacados en este campo, ha estudiado extensamente las raíces del nazismo esotérico. Su obra fundamental, "The Occult Roots of Nazism" (1985), rastrea los orígenes del ocultismo nazi hasta la ariosofía de principios del siglo XX y otras tradiciones místicas germánicas que influyeron en figuras como Guido von List y Lanz von Liebenfels. Goodrick-Clarke sostiene que estas ideas esotéricas desempeñaron un papel crucial en la conformación de los fundamentos ideológicos del Partido Nazi, especialmente a través de la influencia de la Sociedad Thule. Él enfatiza que, aunque estas ideas no fueron la única causa de la ideología nazi, sí proporcionaron un marco místico y racial que apoyó y justificó los aspectos más extremos del nazismo.
En su obra posterior, "Black Sun: Aryan Cults, Esoteric Nazism and the Politics of Identity" (2002), Nicholas Goodrick-Clarke explora la supervivencia de las creencias del nazismo esotérico en la posguerra y su influencia en diversos grupos neonazis y de extrema derecha. Analiza cómo estos grupos han adaptado los elementos místicos y ocultos del nazismo a contextos contemporáneos, a menudo combinándolos con otras tradiciones esotéricas, teorías conspirativas y narrativas pseudohistóricas.

### Mitología y simbolismo
Joscelyn Godwin, un académico especializado en el esoterismo occidental, también ha realizado importantes contribuciones al estudio del nazismo esotérico, especialmente a través de su libro "Arktos: The Polar Myth in Science, Symbolism, and Nazi Survival" (1996). Godwin examina los elementos mitológicos y simbólicos del nazismo esotérico, centrándose en las ideas de Hiperbórea, Thule y la supuesta supervivencia de elementos nazis en la Antártida. Explora cómo estos mitos han sido utilizados para crear una narrativa mística que vincula a la raza aria con civilizaciones antiguas y ocultas, así como con poderes sobrenaturales.
Godwin, junto con Goodrick-Clarke, también ha discutido las conexiones entre el nazismo esotérico y otras tradiciones esotéricas, como la creencia en la energía Vril, las civilizaciones ocultas de Shambhala y Agartha, y las bases subterráneas de ovnis. Estos estudiosos destacan cómo estas ideas han sido integradas en un marco esotérico más amplio, a menudo fusionándose con teorías conspirativas sobre la supervivencia nazi en bases subterráneas de la Antártida y alianzas con hiperbóreos de un mundo subterráneo.

### Análisis crítico y desmitificación
Los académicos también han analizado críticamente y desmentido muchos de los mitos asociados con el nazismo esotérico. Goodrick-Clarke, en particular, ha sido cuidadoso al distinguir entre la realidad histórica del ocultismo nazi y las afirmaciones exageradas o inventadas por escritores posteriores y grupos neonazis. En Black Sun, examina de manera crítica el llamado mito de los "ovnis nazis" y las diversas teorías pseudocientíficas que han surgido en torno a él, argumentando que estas ideas son en gran medida invenciones modernas con poca base en hechos históricos.
Jeffrey Kaplan, en su libro "The Emergence of a Euro-American Radical Right" (1998), también explora el papel del nazismo esotérico en el contexto más amplio de la extrema derecha. Analiza cómo las ideas del nazismo esotérico han sido adoptadas por varios grupos supremacistas blancos y neonazis, sirviendo a menudo como una justificación mística para sus ideologías racistas y extremistas. El trabajo de Kaplan proporciona un contexto sociopolítico más amplio para entender el atractivo del nazismo esotérico, particularmente por su capacidad para ofrecer a sus seguidores un sentido de superioridad espiritual y racial.

### Influencia en movimientos modernos
La influencia del nazismo esotérico en los movimientos ocultistas y de extrema derecha modernos ha sido otro foco de atención académica. Estudios como los de Matthias Gardell han investigado cómo estas ideas han permeado en varios grupos neopaganos y separatistas blancos, particularmente en Europa y América del Norte. En su libro "Gods of the Blood: The Pagan Revival and White Separatism" (2003), Gardell examina cómo las creencias del nazismo esotérico han sido integradas en las prácticas paganas modernas, sirviendo a menudo como una justificación espiritual para la exclusividad racial y la supremacía blanca. Destaca las formas en que estas creencias se transmiten tanto por medios tradicionales como digitales, contribuyendo a la persistencia del nazismo esotérico en la cultura contemporánea.

## En la cultura popular

### Música
En 2002, Goodrick-Clarke describió una red contemporánea flexible de pequeños grupos musicales que combinan el neofascismo y el satanismo. Estos grupos se pueden encontrar en países como Gran Bretaña, Francia y Nueva Zelanda, bajo nombres como «Black Order» o «Infernal Alliance», y se inspiran en el hitlerismo esotérico de Miguel Serrano.
Los temas esotéricos, incluyendo referencias a artefactos como la Lanza Sagrada, también son mencionados con frecuencia en la música con letras neonazis y, sobre todo, en el black metal nacionalsocialista.

### Obras citadas